# Arvigo
Arvigo era una comuna suiza del cantón de los Grisones. El 1 de enero de 2015 se fusionó con las antiguas comunas de Braggio, Cauco y Selma para constituir la nueva comuna de Calanca.

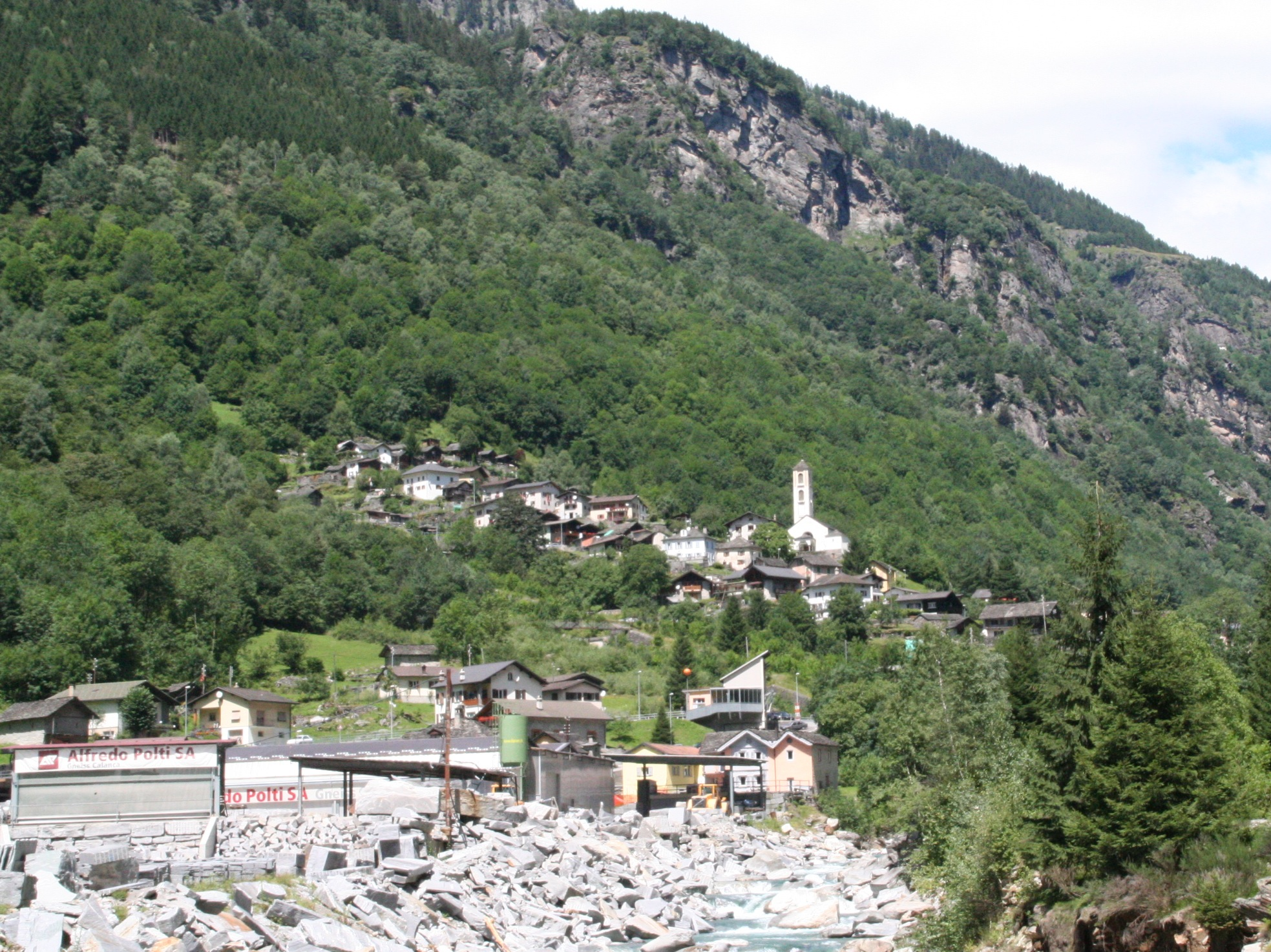
Vista de Arvigo.